# Stelletta anasteria
Stelletta anasteria är en svampdjursart som beskrevs av Esteves och Muricy 2005. Stelletta anasteria ingår i släktet Stelletta och familjen Ancorinidae. Inga underarter finns listade i Catalogue of Life.